# William Goldsmith
William Goldsmith (* 4. července 1972 Seattle, Washington) je americký bubeník.
William Goldsmith od roku 1992 působil v kapele Sunny Day Real Estate odkud odešel v roce 1995 poté, co se kapela na nějaký čas rozpadla. Potom se spolu s basákem Natem Mendelem připojil ke kapele Foo Fighters, kterou v té době dával dohromady Dave Grohl. Vyrazili na turné k prvnímu albu kapely - Foo Fighters, na kterém ale žádný z příchozích členů nehrál, protože Dave Grohl nahrál album zcela sám. Po turné se začalo pracovat na druhém albu The Colour and the Shape. Dave se s Williamem nepohodl a William z kapely v roce 1997 odešel. Vrátil se zpět do obnovené Sunny Day Real Estate, kde hrál do roku 2001.